# K-456 Tver
Tver (rusko Тверь) je jedrska podmornica z manevrirnimi raketami razreda Antej Ruske vojne mornarice. Poimenovana je po Tveru. Njen gredelj je bil položen 9. februarja 1988, splavljena je bila 28. junija 1991, v uporabo pa je bila predana 18. avgusta 1992. Projekt je razvil konstruktorski biro Rubin, glavni konstruktor pa je bil Igor Leonidovič Baranov. Razvoj predhodnega razreda Granit se je začel leta 1969, na njegovi osnovi pa je bil razvit izboljšan razred Antej. Izboljšave se nanašajo na manjšo hrupnost, izboljšano elektronsko opremo in sedemlistni propeler namesto štirilistnega. Je del 10. divizije podmornic Tihooceanske flote v Viljučinsku.
Avgusta 1992 je pod poveljstvom kapitana 1. stopnje Arkadija Petroviča Jefanova odplula na Tihooceansko floto čez Arktični ocean. Jefanov je leta 1994 postal heroj Ruske federacije.
V letih 2002–2003 je prestala remont na Severovzhodnem remontnem centru in se je vrnila v floto leta 2004.
Zadnjič je bila na morju leta 2016.